# Phillip Law
Phillip Garth Law, född 21 april 1912, död 28 februari 2010, var en australisk vetenskapsman och upptäcktsresande i Antarktis. Åren 1949-1966 var han ledare för Australian National Antarctic Research Expeditions (ANARE), och under denna period upprättades forskningsbaserna Mawson, Davis och Casey. 